# كيوشي أوهارا
كيوشي أوهارا (باليابانية: 植原清) هو مبارز بالسيف ياباني، ولد في 6 أكتوبر 1948.

## وصلات خارجية
- كيوشي أوهارا على موقع أوليمبيديا (الإنجليزية)